# Augstenberg
Augstenberg (2359 m n.p.m.) – szczyt w Alpach Wschodnich w paśmie Rätikon, położony w południowej części Księstwa Liechtensteinu. Najwyższy szczyt Liechtensteinu znajdujący się w całości w jego granicach i szósty najwyższy ogółem. U podnóży góry znajduje się turystyczne miasteczko Malbun.
Augstenberg łatwym szczytem do wspinaczki latem, ale bardziej wymagającym zimą. Prowadzi przez niego jeden z głównych szlaków prowadzących na Naafkopf.